# A401 (Frankrijk)
De A401 was een in 1991 geopende korte autosnelweg die de Franse A40 en de Zwitserse A1 met elkaar verbond. In 2008 werd de snelweg omgenummerd en ging deel uitmaken van de A41, waarvan ze (na gereedkomen van een ontbrekend stuk in de A41) een verlenging was.
De autosnelweg had geen afritten. De snelweg begon bij het eind van de Zwitserse A1, ongeveer 2 km na de grens eindigde de autosnelweg met het knooppunt met de A40. De snelweg maakte ook deel uit van de Europese wegen E25, E21 en E62.